# Сабина — Поджо-Миртето (субурбикарная епархия)
Сабина — Поджо-Миртето (лат. Sedes suburbicaria Sabinensis-Mandelensis, итал. Sede suburbicaria di Sabina-Poggio Mirteto) — субурбикарная епархия Римской епархии.

## История
Епархия Сабины была образована в V веке. 25 ноября 1841 года образована епархия Поджо Миртето.
3 июня 1925 года епархии Сабины и Поджо Миртето были объединены в одну епархию — Сабины и Поджо Миртето. 30 сентября 1986 года название епархии изменено на «Сабина-Поджо Миртето».

## Ординарии епархии
11 апреля 1962 года римский папа Иоанн XXIII установил, что кардиналы-епископы только носят титул субурбикарных епархий, не вмешиваясь в управление ими; пастырское управление епархиями поручается резиденциальным епископам.
В настоящее время кардиналом-епископом с титулом субурбикарной епархии Сабины-Поджо Миртето является кардинал Джованни Баттиста Ре (с 1 октября 2002 года).

### Кардиналы-епископы субурбикарной епархии Сабины
...
- Жан I Альгрин (18 сентября 1227 — 28 сентября 1237);
  - вакантно (1237 — 1239);
- Пьетро Джофредо Кастильони (1239 — 25 октября 1241), избран папой римским Целестином IV;
  - вакантно (1241 — 1244);
- Вильгельм Моденский (28 мая 1244 — 31 марта 1251);
- Пьер де Бар (март 1252 — 1253);
  - вакантно (1253 — 1261);
- Ги Фулькуа Ле Гро (17 декабря 1261 — 5 февраля 1265), избран папой римским Климентом IV;
  - вакантно (1265 — 1273);
- Бертран де Сен-Мартен (3 июня 1273 — 29 марта 1277);

...
- Гил Каррильо де Альборнос (декабрь 1355 — август 1367);

...
- Филипп Алансонский (4 июня 1380 — июнь 1388), также кардинал-епископ Остии и Веллетри (июнь 1388 — 15 августа 1397);

...
- Энрико Минутоли (2 июля 1409 — 17 июня 1412), также кардинал-епископ Фраскати (1401 — 2 октября 1409);

...
- Джордано Орсини (14 марта 1431 — 29 мая 1438), также кардинал-епископ Альбано (23 сентября 1412 — 14 марта 1431);

...
- Виссарион Никейский (5 марта 1449 — 23 апреля 1449), также кардинал-епископ Фраскати (23 апреля 1449 — 14 октября 1468);

...
- Виссарион Никейский (14 октября 1468 — 18 ноября 1472), также кардинал-епископ Фраскати (23 апреля 1449 — 14 октября 1468);
- Ален де Куэтиви (11 декабря 1472 — 3 мая 1474), также кардинал-епископ Палестрины (7 июня 1465 — 11 декабря 1472);
- Берардо Эроли (23 мая 1474 — 2 апреля 1479);
- Джулиано делла Ровере (19 апреля 1479 — 31 января 1483), также кардинал-епископ Остии и Веллетри (31 января 1483 — 1 ноября 1503);
- Оливьеро Карафа (31 января 1483 — 29 ноября 1503), также кардинал-епископ Альбано (24 июля 1476 — 31 января 1483) и Остии и Веллетри (29 ноября 1503 — 20 января 1511);

...
- Рафаэль Риарио (10 сентября 1507 – 22 сентября 1508), также кардинал-епископ Альбано (29 ноября 1503 – 3 августа 1507), Порто и Санта Руфины (22 сентября 1508 – 20 января 1511) и Остии и Веллетри (20 января 1511 – 9 июля 1521);
- Джованни Антонио Санджорджо (22 сентября 1508 — 14 марта 1509), также кардинал-епископ Фраскати (23 декабря 1503 — 17 сентября 1507) и Палестрины (17 сентября 1507 — 22 сентября 1508);
- Бернардино Лопес де Карвахаль (28 марта 1509 — 24 октября 1511), также кардинал-епископ Альбано (3 августа 1507 – 17 сентября 1507), Фраскати (17 сентября 1507 — 22 сентября 1508), Палестрины (22 сентября 1508 — 28 марта 1509) и Остии и Веллетри (24 июля 1521 – 16 декабря 1523);
- Франческо Содерини (29 октября 1511 — 27 июня 1513), также кардинал-епископ Палестрины (18 июля 1516 — 9 декабря 1523), Порто и Санта Руфины (9 декабря 1523 — 18 декабря 1523) и Остии и Веллетри (18 декабря 1523 — 17 мая 1524);
- Бернардино Лопес де Карвахаль (27 июня 1513 — 24 июля 1521), также кардинал-епископ Альбано (3 августа 1507 – 17 сентября 1507), Фраскати (17 сентября 1507 — 22 сентября 1508), Палестрины (22 сентября 1508 — 28 марта 1509) и Остии и Веллетри (24 июля 1521 – 16 декабря 1523);
- Никколо Фиески (24 июня 1521 — 18 декабря 1523), также кардинал-епископ Альбано (5 февраля 1518 — 24 июля 1521), Порто и Санта Руфины (18 декабря 1523 — 20 мая 1524) и Остии и Веллетри (20 мая 1524 — 15 июня 1524);
- Алессандро Фарнезе (18 декабря 1523 — 20 мая 1524), также кардинал-епископ Фраскати (15 июня 1519 — 9 декабря 1523), Палестрины (9 декабря 1523 — 18 декабря 1523), Порто и Санта Руфины (20 мая 1524 — 15 июня 1524) и Остии и Веллетри (15 июня 1524 — 13 октября 1534), избран папой римским Павлом III;
- Антонио Мария Чокки дель Монте (20 мая 1524 — 15 июня 1524), также кардинал-епископ Альбано (4 июля 1521 — 9 декабря 1523), Фраскати (9 декабря 1523 — 18 декабря 1523), Палестрины (18 декабря 1523 — 20 мая 1524) и Порто и Санта Руфины (15 июня 1524 — 20 сентября 1533);
- Пьетро Аккольти (15 июня 1524 — 12 декабря 1532), также кардинал-епископ Альбано (9 декабря 1523 — 20 мая 1524) и Палестрины (20 мая 1524 — 15 июня 1524);
- Джованни Доменико де Купис (16 декабря 1532 — 26 февраля 1535), также кардинал-епископ Альбано (22 сентября 1531 — 16 декабря 1532), Порто и Санта Руфины (26 февраля 1535 — 28 ноября 1537) и Остии и Веллетри (28 ноября 1537 — 10 декабря 1553);
- Бонифачо Ферреро (26 февраля 1535 — 28 ноября 1537), также кардинал-епископ Альбано (12 декабря 1533 — 5 сентября 1534), Палестрины (5 сентября 1534 — 26 февраля 1535) и Порто и Санта Руфины (28 ноября 1537 — 2 января 1543);
- Лоренцо Кампеджо (28 ноября 1537 — 25 июля 1539), также кардинал-епископ Альбано (5 сентября 1534 — 26 февраля 1535) и Палестрины (26 февраля 1535 — 28 ноября 1537);

...
- Антонио Пуччи (8 января 1543 — 12 октября 1544), также кардинал-епископ Альбано (15 февраля 1542 — 8 января 1543);
- Джованни Сальвиати (17 октября 1544 — 8 октября 1546), также кардинал-епископ Альбано (8 января 1543 — 17 октября 1544) и Порто и Санта Руфины (8 октября 1546 — 28 октября 1553);
- Джанпьетро Караффа (8 октября 1546 — 28 февраля 1550), также кардинал-епископ Альбано (17 октября 1544 — 8 октября 1546), Фраскати (28 февраля 1550 — 29 ноября 1553), Порто и Санта Руфины (29 ноября 1553 — 11 декабря 1553) и Остии и Веллетри (11 декабря 1553 — 23 мая 1555), избран папой римским Павлом IV;
- Франсуа де Турнон (28 февраля 1550 — 13 марта 1560), также кардинал-епископ Остии и Веллетри (13 марта 1560 — 22 апреля 1562);

...
- Джованни Джироламо Мороне (10 марта 1561 — 18 мая 1562), также кардинал-епископ Альбано (13 марта 1560 — 10 марта 1561), Палестрины (18 мая 1562 — 12 мая 1564), Фраскати (12 мая 1564 — 7 февраля 1565), Порто и Санта Руфины (7 февраля 1565 — 3 июля 1570) и Остии и Веллетри (3 июля 1570 — 1 декабря 1580);
- Кристофоро Мадруццо (18 мая 1562 — 12 мая 1564), также кардинал-епископ Альбано (14 апреля 1561 — 18 мая 1562), Палестрины (12 мая 1564 — 3 июля 1570) и Порто и Санта Руфины (3 июля 1570 — 5 июля 1578);
- Алессандро Фарнезе (12 мая 1564 — 7 февраля 1565), также кардинал-епископ Фраскати (7 февраля 1565 — 9 июля 1578), Порто и Санта Руфины (9 июля 1578 — 5 декабря 1580) и Остии и Веллетри (5 декабря 1580 — 2 марта 1589);

...
- Отто Трухсесс фон Вальдбург (12 апреля 1570 — 3 июля 1570), также кардинал-епископ Альбано (18 мая 1562 — 12 апреля 1570) и Палестрины (3 июля 1570 — 2 апреля 1573);
- Джулио делла Ровере (3 июля 1570 — 8 апреля 1573), также кардинал-епископ Альбано (12 апреля — 3 июля 1570) и Палестрины (8 апреля 1573 — 3 сентября 1578);
- Джованни Риччи (8 апреля 1573 — 3 мая 1574), также кардинал-епископ Альбано (3 июля 1570 — 8 апреля 1573);
- Шипьоне Ребиба (5 мая 1574 – 23 июля 1577), также кардинал-епископ Альбано (8 апреля 1573 — 5 мая 1574);
- Джакомо Савелли (31 июля 1577 — 9 июля 1578), также кардинал-епископ Фраскати (9 июля 1578 — 9 марта 1583) и Порто и Санта Руфины (9 марта 1583 — 5 декабря 1587);
- Джованни Антонио Сербеллони (9 июля 1578 — 5 октября 1578), также кардинал-епископ Палестрины (5 октября 1578 — 4 марта 1583), Фраскати (9 марта 1583 — 11 декабря 1587), Порто и Санта Руфины (11 декабря 1587 — 2 марта 1589) и Остии и Веллетри (2 марта 1589 — 18 марта 1591);
- Антуан де Гранвель (3 октября 1578 — 21 сентября 1586);
- Иннико д’Авалос д’Арагона (13 октября 1586 — 2 марта 1589), также кардинал-епископ Фраскати (2 марта 1589 — 20 марта 1591) и Порто и Санта Руфины (20 марта 1591 — 20 февраля 1600);
- Толомео Галльо ди Комо (2 марта 1589 — 20 марта 1591), также кардинал-епископ Альбано (2 декабря 1587 — 2 марта 1589), Фраскати (20 марта 1591 — 21 февраля 1600), Порто и Санта Руфины (21 февраля 1600 — 19 февраля 1603) и Остии и Веллетри (19 февраля 1603 — 3 февраля 1607);
- Габриэле Палеотти (20 марта 1591 — 23 июля 1597), также кардинал-епископ Альбано (8 ноября 1589 — 20 марта 1591);
- Людовико Мадруццо (18 августа 1597 — 21 февраля 1600, также кардинал-епископ Фраскати (21 февраля — 20 апреля 1600);
- Джироламо Рустикуччи (21 февраля 1600 — 19 февраля 1603), также кардинал-епископ Альбано (30 марта 1598 — 21 февраля 1600) и Порто и Санта Руфины (19 февраля 1603 — 14 июня 1603);
- Симеоне Тальявиа д’Арагона (19 февраля 1603 — 20 мая 1604), также кардинал-епископ Альбано (17 июня 1602 — 19 февраля 1603);
- Франсуа де Жуайез (24 мая 1604 — 17 августа 1611), также кардинал-епископ Остии и Веллетри (17 августа 1611 — 23 августа 1615);
- Антонио Мария Саули (17 августа 1611 — 16 сентября 1615), также кардинал-епископ Альбано (7 февраля 1607 — 17 августа 1611), Порто и Санта Руфины (16 сентября 1615 — 6 апреля 1620) и Остии и Веллетри (6 апреля 1620 — 24 августа 1623);
- Бенедетто Джустиниани (16 сентября 1615 — 31 августа 1620), также кардинал-епископ Порто и Санта Руфины (31 августа 1620 — 27 марта 1621);
- Пьетро Альдобрандини (31 августа 1620 — 10 февраля 1621, до смерти);
- Одоардо Фарнезе (3 марта 1621 — 27 сентября 1623), также кардинал-епископ Фраскати (27 сентября 1623 — 21 февраля 1626);
- Бонифацио Бевилаква Альдобрандини (27 сентября 1623 — 7 сентября 1626), также кардинал-епископ Фраскати (7 сентября 1626 — 7 апреля 1627);
- Карло Гауденцио Мадруццо (16 сентября 1626 — 14 августа 1629, до смерти);
- Шипионе Каффарелли-Боргезе (20 августа 1629 — 2 октября 1633, до смерти);
- Феличе Чентини, O.F.M.Conv. (28 ноября 1633 — 24 января 1641, до смерти);
- Франческо Ченнини де Саламандри (25 февраля 1641 — 6 марта 1645), также кардинал-епископ Порто и Санта Руфины (6 марта — 2 октября 1645);
- Карло Медичи (6 марта 1645 — 23 октября 1645), также кардинал-епископ Фраскати (23 октября 1645 — 29 апреля 1652), Порто и Санта Руфины (29 апреля 1652 — 23 сентября 1652) и Остии и Веллетри (23 сентября 1652 — 17 июня 1666);
- Франческо Барберини старший (23 октября 1645 — 23 сентября 1652), также кардинал-епископ Порто и Санта Руфины (23 сентября 1652 — 11 октября 1666) и Остии и Веллетри (11 октября 1666 — 10 декабря 1679);
- Бернардино Спада (23 сентября 1652 — 11 октября 1655), также кардинал-епископ Альбано (19 февраля 1646 — 29 апреля 1652), Фраскати (29 апреля 1652 — 23 сентября 1652) и Палестрины (11 октября 1655 — 10 ноября 1661);
- Джулио Чезаре Саккетти (11 октября 1655 — 28 июня 1663), также кардинал-епископ Фраскати (23 сентября 1652 — 11 октября 1655);
- Марцио Джинетти (2 июля 1663 — 11 октября 1666), также кардинал-епископ Альбано (9 июня 1653 — 2 июля 1663) и Порто и Санта Руфины (11 октября 1666 — 1 марта 1671);
- Франческо Мария Бранкаччо (11 октября 1666 — 30 января 1668), также кардинал-епископ Фраскати (30 января 1668 — 18 марта 1671) и Порто и Санта Руфины (18 марта 1671 — 9 января 1675);
- Джулио Габриэлли (30 января 1668 — 31 августа 1677, до смерти);
- Никколо Альбергати Людовизи (13 сентября 1677 — 1 декабря 1681), также кардинал-епископ Порто и Санта Руфины (1 декабря 1681 — 15 февраля 1683) и Остии и Веллетри (15 февраля 1683 — 9 августа 1687);
- Пьетро Вито Оттобони (1 декабря 1681 — 15 февраля 1683), также кардинал-епископ Фраскати (15 февраля 1683 — 10 ноября 1687) и Порто и Санта Руфины (10 ноября 1687 — 6 октября 1689), избран папой Александром VIII;
- Карло Пио ди Савойя младший (15 февраля 1683 — 13 февраля 1689, до смерти);
- Палуццо Палуцци Альтьери дельи Альбертони (28 февраля 1689 — 8 августа 1691), также кардинал-епископ Палестрины (8 августа 1691 — 27 января 1698) и Порто и Санта Руфины (27 января — 29 июня 1698);
- Джанниколо Конти (8 августа 1691 — 20 января 1698, до смерти);
- Гаспаре Карпенья (27 января 1698 — 6 апреля 1714, до смерти);
- Фульвио Асталли (16 апреля 1714 — 26 апреля 1719), также кардинал-епископ Остии и Веллетри (26 апреля 1719 — 14 января 1721);
- Франческо Пиньятелли (26 апреля 1719 — 12 июня 1724), также кардинал-епископ Фраскати (12 июня 1724 — 19 ноября 1725) и Порто и Санта Руфины (19 ноября 1725 — 5 декабря 1734);
- Франческо Аквавива д’Арагона (12 июня 1724 — 9 января 1725, до смерти);
- Пьетро Оттобони (29 января 1725 — 24 июля 1730), также кардинал-епископ Фраскати (24 июля 1730 — 15 декабря 1734), Порто и Санта Руфины (15 декабря 1734 — 3 сентября 1738) и Остии и Веллетри (3 сентября 1738 — 29 февраля 1740);
- Аннибале Альбани (24 июля 1730 — 9 сентября 1743), также кардинал-епископ Порто и Санта Руфины (9 сентября 1743 — 21 октября 1751);
- Винченцо Бики (23 сентября 1743 — 10 апреля 1747), также кардинал-епископ Фраскати (10 апреля 1747 — 11 февраля 1750);
- Райньеро д’Эльчи (10 апреля 1747 — 9 апреля 1753), также кардинал-епископ Порто и Санта Руфины (9 апреля 1753 — 12 января 1756) и Остии и Веллетри (12 января 1756 — 22 июня 1761);
- Сильвио Валенти Гонзага (9 апреля 1753 — 28 августа 1756, до смерти);
- Хоакин Фернандес де Портокарреро Мендоса (20 сентября 1756 — 22 июня 1760, до смерти);
- Джованни Франческо Альбани (21 июля 1760 — 15 марта 1773), также кардинал-епископ Порто и Санта Руфины (15 марта 1773 — 18 декабря 1775) и Остии и Веллетри (18 декабря 1775 — 15 сентября 1803);
- Карло Реццонико младший (15 марта 1773 — 29 января 1776), также кардинал-епископ Порто и Санта Руфины (29 января 1776 — 26 января 1799);
- Андреа Корсини (15 июля 1776 — 18 января 1795, до смерти);
- Джованни Аркинто (1 июня 1795 — 9 февраля 1799, до смерти);
- Джованни Андреа Аркетти (2 апреля 1800 — 5 ноября 1805, до смерти);
- Ипполито Антонио Винченти Марери (3 августа 1807 — 21 марта 1811, до смерти);
- Лоренцо Литта (26 сентября 1814 — 1 мая 1820, до смерти);
- Томмазо Ареццо (29 мая 1820 — 3 февраля 1833, до смерти);
- Карло Одескальки (15 апреля 1833 — 30 ноября 1838, отказался от кардинальского сана);
- Антонио Доменико Гамберини (18 февраля 1839 — 25 апреля 1841, до смерти);
- Луиджи Ламбрускини, B. (24 января 1842 — 11 июля 1847), также кардинал-епископ Порто, Санта Руфины и Чивитавеккьи (11 июля 1847 — 12 мая 1854);
- Джакомо Луиджи Бриньоле (11 июня 1847 — 23 июня 1853, до смерти);
- Габриэле Ферретти (12 сентября 1853 — 13 сентября 1860, до смерти);
- Джироламо д’Андреа (28 сентября 1860 — 14 мая 1868, до смерти);
- Карл Август фон Райзах (22 июня 1868 — 22 декабря 1869, до смерти);
- Джузеппе Милези Пирони Ферретти (21 марта 1870 — 2 августа 1873, до смерти);
- Луиджи Мария Бильо, B. (22 декабря 1873 — 30 января 1884, до смерти);
- Томмазо Мария Мартинелли, O.E.S.A. (24 марта 1884 — 30 марта 1888, до смерти);
- Луиджи Серафини (1 июня 1888 — 1 февраля 1894, до смерти);
- Марио Моченни (18 мая 1894 — 14 ноября 1904, до смерти);
- Франческо ди Паола Кассетта (27 марта 1905 — 27 ноября 1911), также кардинал-епископ Фраскати (27 ноября 1911 — 23 марта 1919);
- Гаэтано Де Лай (27 ноября 1911 — 3 июня 1925), также кардинал-епископ Сабина — Поджо-Миртето (3 июня 1925 — 24 октября 1928)

### Кардиналы-епископы Сабины-Поджо Миртето
- Гаэтано Де Лай — (3 июня 1925 — 24 октября 1928, до смерти);
- Донато Сбарретти Тацца — (17 декабря 1928 — 1 апреля 1939, до смерти);
- Энрико Сибилья — (11 декабря 1939 — 4 августа 1948, до смерти);
- Адеодато Джованни Пьяцца, O.C.D. — (14 марта 1949 — 30 ноября 1957, до смерти);
- Марчелло Мимми — (9 июня 1958 — 6 марта 1961, до смерти);
- Джузеппе Антонио Ферретто — (26 marzo 1961 — 23 мая 1962 — назначен титулярным кардиналом-епископом Сабины-Поджо Миртето).

### Кардиналы-епископы с титулом Сабины-Поджо Миртето
- Джузеппе Антонио Ферретто — (23 мая 1962 — 17 марта 1973, до смерти);
- Антонио Саморе — (12 декабря 1974 — 3 февраля 1983, до смерти);
- Агнелу Росси — (25 июня 1984 — 21 мая 1995, до смерти);
- Блаженный Эдуардо Франсиско Пиронио — (11 июля 1995 — 5 февраля 1998, до смерти);
- Лукас Морейра Невис, O.P. — (25 июня 1998 — 8 сентября 2002, до смерти);
- Джованни Баттиста Ре — (1 октября 2002 — по настоящее время).

### Епископы Сабины-Поджо Миртето
- епископ Marco Caliaro (23.05.1962 — 9.01.1988)
- архиепископ ad personam Nicola Rotunno (27.02.1988 — 30.07.1992)
- епископ Salvatore Boccaccio (30.07.1992 — 9.07.1999), назначен епископом Фрозиноне-Вероли-Ферентино
- епископ Lino Fumagalli (31.12.1999 — 11.12.2010), назначен епископом Витербо
- епископ Эрнесто Мандара Mandara (с 10 июня 2011).